# 王昌齢

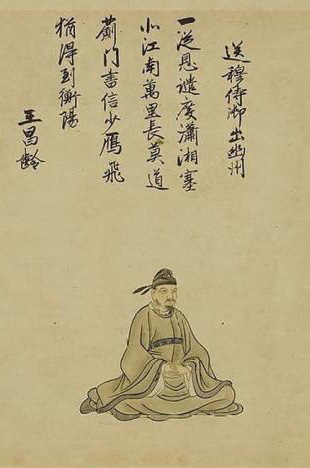
王昌齢

王 昌齢（おう しょうれい、698年 - 755年）は、中国唐の詩人。字は少伯。就任した官職の地名から、王江寧・王竜標とも称せられる。

## 略歴
京兆府に生まれた。開元15年（727年）に進士となり、秘書省の校書郎から開元22年（734年）に博学宏詞科に及第して汜水県尉となったが、奔放な生活ぶりで江寧（現在の江蘇省南京市江寧区）県丞・竜標（現在の湖南省懐化市芷江トン族自治県）県尉に落とされた。その後、天宝14載（755年）、安禄山の乱の時に官を辞して故郷に帰るが、亳州刺史の閭丘暁に憎まれて殺された。
後に閭丘暁は、安禄山軍の侵攻に対し、唐側の張巡を救援しなかった罪で、唐の張鎬に杖殺された。この時、閭丘暁は「親がいるので、命を助けて欲しい」と言ったが、張鎬は、「王昌齢の親は誰に養ってもらえばいいのか？」と反論し、閭丘暁は押し黙ったと伝えられる。

## 詩

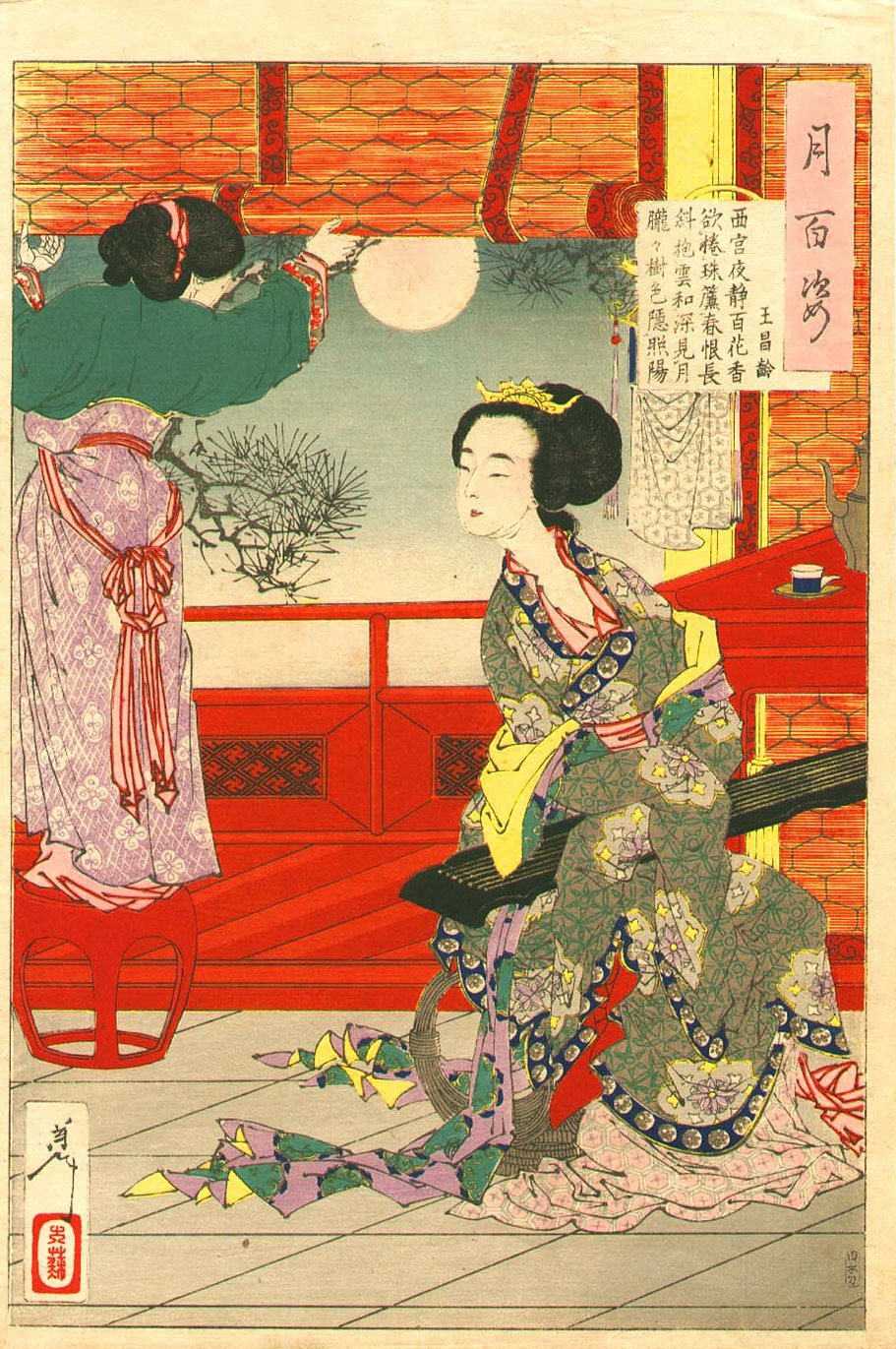
『西宮夜静百花香 欲捲珠簾春恨長 斜抱雲和深見月 朧々樹色隠照陽』（月岡芳年『月百姿』）王昌齢の詩をもとにした浮世絵

当時は「詩家の天子」とも呼ばれ、高適・王之渙と交遊があった。七言絶句に特に優れ、辺塞詩に佳作が多いとされる。閨怨詩・送別詩にも詩才を発揮した。「詩緒密にして思い清し」という評がある。詩集5巻。詩論家としても『詩格』『詩中密旨』、『郗昂楽府古今題解』、『続楽府古解題』がある。
| 西宮春怨       |                                                          |
| 西宮夜静百花香 | 西宮夜静かにして百花香り                                 |
| 欲捲珠簾春恨長 | 珠簾（しゅれん）を捲かんと欲すれば春恨（しゅんこん）長し |
| 斜抱雲和深見月 | 斜めに雲和（うんか、瑟）を抱いて深く月を見れば           |
| 朦朧樹色隠昭陽 | 朦朧（もうろう）たる樹色に昭陽宮を隠す                   |

| 西宮秋怨       |                                                       |
| 芙蓉不及美人粧 | 芙蓉（ふよう）は美人の装いに及ばず                    |
| 水殿風来珠翠香 | 水殿に風来たりて珠翠（じゅすい）香し                  |
| 却恨含情掩秋扇 | 却って恨む 情を含んで秋扇（しゅうせん）を掩（おお）い |
| 空懸明月待君王 | 空しく明月を懸けて君王を待つ                          |

## 伝記資料
- 『旧唐書』巻百九十 列伝第百四十下　文苑下「王昌齢伝」
- 『新唐書』巻二百二 列伝第百二十八　文芸下「王昌齢伝」